# Anomala malayensis
Anomala malayensis är en skalbaggsart som beskrevs av Carsten Zorn 1998. Anomala malayensis ingår i släktet Anomala och familjen Rutelidae. Inga underarter finns listade i Catalogue of Life.